# 미네소타의 교통

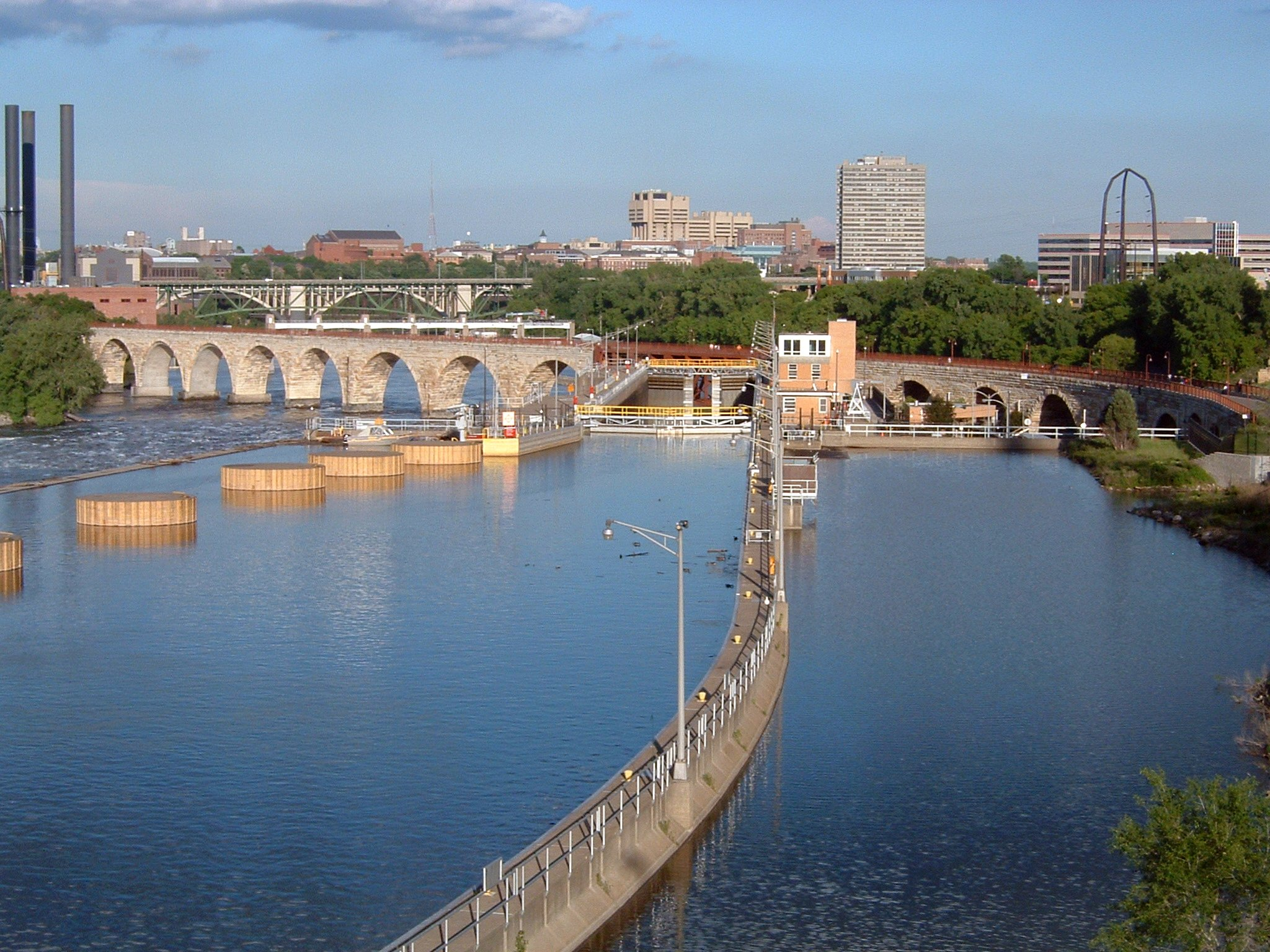
스톤 아치 다리와 세인트루이스의 자물쇠. 미니애폴리스의 앤서니 폭포

미국 미네소타 주의 교통은 도로, 철도, 수로, 공항의 복잡한 네트워크로 구성되어 있다. 교통 체계는 일반적으로 주 정부의 각료급 기관인 미네소타 교통부가 감독한다. 또한 광역의회 등 지방정부는 교통체계에 대한 지역계획 권한을 갖고 시·군 등 지방정부가 지방교통망을 총괄한다.

## 육상운송

미네소타 주립대로62번길

미네소타의 철도와 장거리 4차선 고속도로를 통한 거의 모든 남북은 미니애폴리스-세인트폴 대도시권과 연결된다. 또한 대부분의 동서방향 노선은 북다코타 국경에서 BNSF 2개 노선과 미국 2번 국도로 구성된 둘루트/수퍼리어 항까지의 북쪽 회랑과 사우스다코타에서 미시시피 강과 위스콘신(I-90, 미네소타주 60, 미국 14번 국도 포함)을 가로지르는 회랑을 제외하고는 그러하다. 철도.

### 고속도로교통
미네소타의 주요 주간 고속도로는 I-35, I-90, I-94이다. I-535는 위스콘신주 덜루트에서 슈페리어로 가는 급행 노선이다. 트윈시티에서 I-35는 미니애폴리스를 거쳐 I-35W로, I-35E는 세인트 폴로 갈라진다. I-94에는 1개의 스퍼, 미니애폴리스에서 서부 교외까지 394번 주간 고속도로, 그리고 트윈시티를 중심으로 벨트웨이를 형성하는 2개의 순환 노선인 주간 494번과 주간 694번이 있다.
주간 고속도로는 지역간 회랑으로 알려진 종류의 노선의 일부로서, 미국 2, 8, 10, 14, 52, 53, 61, 63, 169, 212번 노선과 미네소타주 23, 34, 36, 60, 210, 371번 노선이 포함된다. 지역 간 복도는 주 고속도로의 2%를 차지하지만 전체 차량 마일리지의 1/3을 차지한다. 덜 많이 이동하는 지역 회랑에는 미국 12, 59, 71, 75번 국도와 다수의 주 고속도로가 포함된다.
미네소타주 의회는 헌법 개정에 의해 주 헌법에 있는 원래의 간선 고속도로의 많은 부분을 확인했다. 1920년 개정안은 여러 도시를 연결하는 70개 노선을 명시했다. 오늘날, 이 헌법상의 노선은 국가간, 미국의 고속도로, 그리고 주 고속도로로 구성되어 있다. 이러한 노선은 입법부에 의해 확인되었지만, 많은 노선은 법률에 모호하게 기술되어 사실상 오늘날 교통체계에 큰 영향을 끼치지 않는다.

### 버스

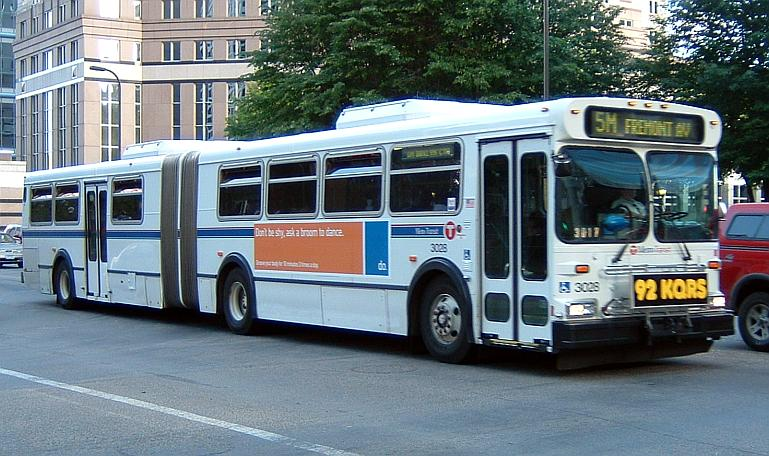
미니애폴리스의 연결식 버스

#### 대중교통 버스
로체스터, 위노나, 둘루트, 세인트 클라우드, 이스트 그랜드 포크, 만카토(만카토 트랜짓 시스템), 무어헤드, 미니애폴리스–St. 폴 지역. 마지막은 메트로 트랜짓 시스템이 서비스하는데, 이 시스템은 100개 이상의 노선으로 광범위한 시스템을 갖추고 있다. 트윈 시티 지역의 일부 지역은 메트로 트랜짓의 운행을 중단하고 그들만의 교통 시스템을 만들었다. 사우스웨스트 트랜짓과 미네소타 밸리 트랜짓 오퍼레이션은 스콧, 다코타, 카버 카운티의 남서부와 중남부에 서비스를 제공하는 양대 "옵션 아웃" 환승 제공업체다.
많은 시골지역과 작은 마을들 또한 시골 버스 서비스를 가지고 있지만, 그들 중 많은 마을들은 고정된 노선을 이용하는 대신에 다이얼 어라이드 서비스를 하고 있다. 미네소타주 4개 카운티를 제외한 모든 카운티에는 어떤 형태의 대중교통 서비스가 있다.

#### 시외버스 노선
제퍼슨 노선, 그레이하운드 노선, 메가버스 노선에 의해 골격 네트워크상의 시외버스 서비스가 제공된다. 미니애폴리스에 본사를 둔 제퍼슨 라인은 가장 많은 시외버스 노선을 제공하고 가장 많은 도시에 서비스를 제공하고 있다. 다른 제공자들은 제한된 정지 횟수로 급행 서비스를 제공하는 것에 초점을 맞춘다. 1990년대 초반부터 시외버스 노선이 크게 줄었고, 2000년대 중반 그레이하운드가 구조조정을 하면서 여러 노선이 사라졌다. 그레이하운드는 미네소타주 히빙에 설립되었지만, 삭감으로 인해 그 도시는 정상적인 시외버스 노선망에서 단절되었다.
전통적인 시외버스 서비스 외에도, Minneapolis-Saint Paul 국제공항에서 독립적으로 운영되는 장거리 공항 셔틀의 네트워크가 최근 몇 년 동안 발전했다. 브레인어드, 둘루트, 만카토, 로체스터, 생클라우드, 에우 클레어(WI), 라크로스(WI) 등은 모두 미니애폴리스-세인트폴 공항과 매일 예정된 셔틀 서비스로 연결된다. 그 셔틀은 공항 승객들에게 서비스를 제공할 뿐만 아니라 지역 도시들 간의 교통을 제공한다.

### 철도

#### 경전철
메트로 트랜짓이 있기 수십 년 전, 트윈시티 고속철도 회사는 1890년대부터 1954년까지 트윈시티 지역에 전차를 운행했는데, 이때 버스는 전차를 대체했다. 미네소타의 경전철은 현재 메트로 트랜짓이 운영하는 블루 라인과 그린 라인의 두 노선으로 구성되어 있다. 2004년에 완공된 블루 라인은 몰 오브 아메리카에서 터널을 통해 MSP 공항을 지나 히아와타 가를 따라 미니애폴리스 시내로 운행된다. 이 노선은 개통 첫 해에 기대했던 것보다 65% 더 높은 기수를 받는 등 매우 성공적이었다. 미니애폴리스 시내와 세인트폴 시내를 잇는 그린라인이 2014년 6월 14일 일반에 개통되었다.

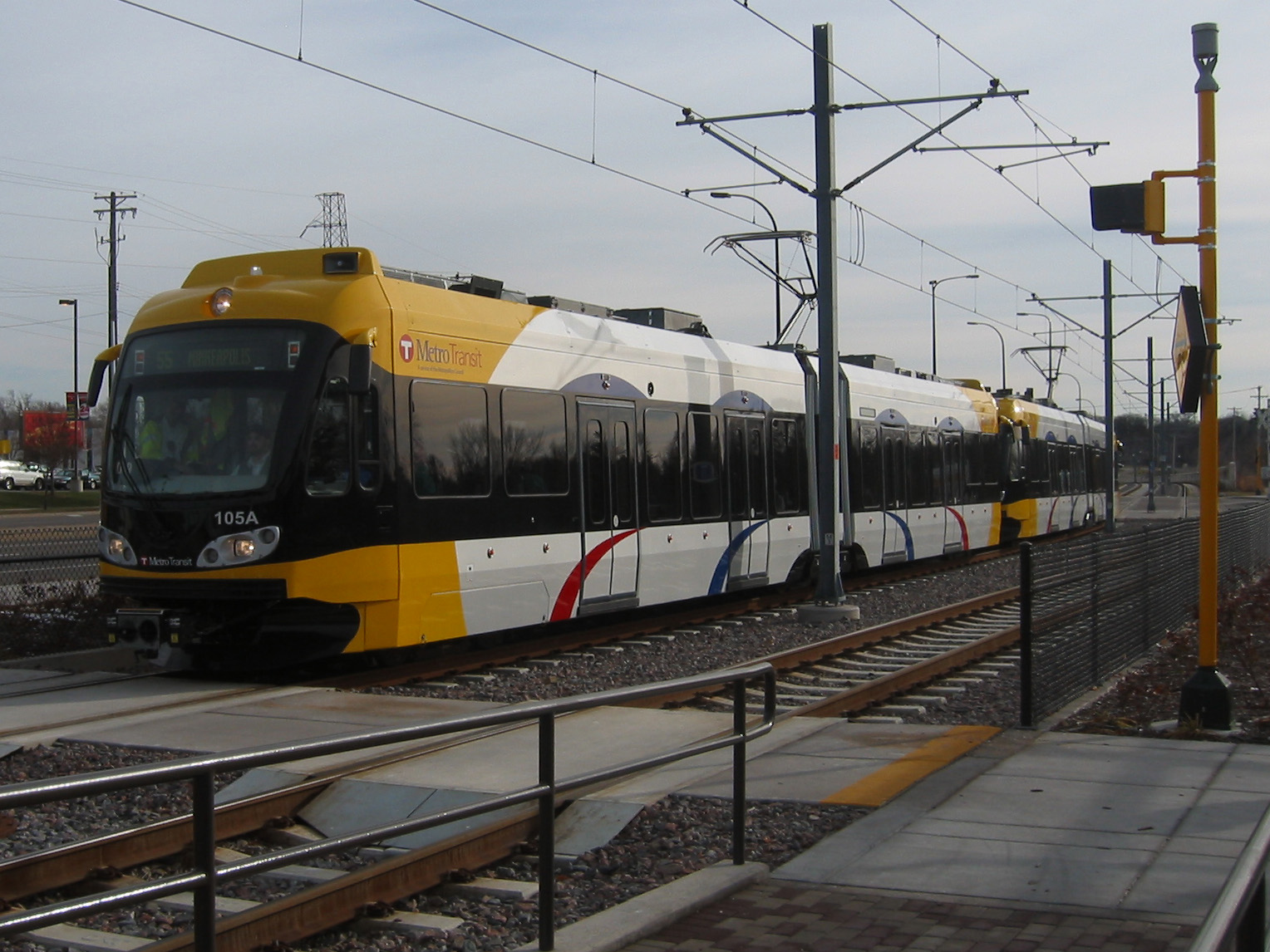
METRO 블루 라인 2대의 열차가 남쪽으로부터 46번가 역에 접근한다.

미래에는 다른 경전철이 건설될 수도 있다. 미니애폴리스 도심에서 남서 메트로로 이어지는 사우스웨스트 코리더 경전철(그린 라인의 연장선)은 2011년 9월 FTA가 예비 엔지니어링을 시작하도록 승인했다. 2006년에는 대중교통을 이용하기 위해 자동차에 대한 판매세 및 사용세를 의무화하는 개헌안이 통과되어 대중교통 전용률이 40% 이상이었다. 몇 년 후, 트윈시티 지역의 여러 카운티에서 지역 판매세가 시행되었다. 그것은 카운티 교통 개선 위원회에 지역의 버스와 철도 교통 네트워크의 운영과 확장을 돕기 위한 자금을 제공한다.

#### 통근 및 시외 철도
주요 기사: 미네소타의 여객철도 프로젝트
미니애폴리스와 세인트루이스를 잇는 82마일(131km)의 노스스타 코리더 선. BNSF 철도를 따라 구름은 2009년 11월에 빅 레이크까지 처음 40마일(64km)에서 서비스를 시작했다.
주(州)는 하나의 시외 여객철도인 암트랙의 엠파이어 빌더(Amtrak's Empire Builder)가 운행하고 있으며, 위노나, 레드윙, 세인트 폴, 세인트 클라우드, 스테이플스, 디트로이트 호수에서 매일 각 방향으로 정차한다. NLX(Northern Lights Express)는 1985년까지 열차 운행이 있었던 미니애폴리스와 둘루트 사이의 서비스를 복원할 계획이다.
다른 지역 철도 프로젝트로는 짚 레일과 로체스터, MN, 미네소타 밸리 선에서 만카토 선, 세인트 폴과 앨버트 리아 사이의 척추 선, 미니애폴리스와 노스필드 사이의 댄 패치 코리더가 제안되었다.

#### 화물철도
참고 항목: 미네소타 주의 철도 목록
미네소타의 주요 화물 철도는 BNSF 철도, 유니온 퍼시픽 철도, 캐나다 내셔널 철도, 캐나다 퍼시픽 철도 및 다코타, 미네소타, 동부 철도 자회사 등이다. 주요 하역으로는 파우더 강 유역에서 항만 및 동부 발전소로 가는 석탄, 곡물 및 기타 농산물, 농장에서 프로세서와 항구로 가는 곡물 및 농산물, 미네소타 북동부의 아이언 레인지에서 슈페리어 항구로 가는 타코나이트(철광석의 일종) 또는 제철소, 목재 및 임산물, 철도간선로 등이 있다,
미네소타는 과거에 더 많은 철도와 철도가 있었고 1920년경에는 9100마일(1만4600km) 이상의 철도가 최고조에 달했다. 2007년에는 거의 절반의 트랙이 있었는데, 4,545마일(7,314km)이었다. 감소의 대부분은 1970년대와 1980년대에 발생했다.

### 자전거길
참고 항목: 미네소타의 사이클링 및 미니애폴리스의 공유 경로 목록
2006년 보고서에 따르면 미네소타는 다른 어떤 주보다 자전거 도로가 더 많으며 메트로 트랜짓 버스들은 복합 통근자들을 위한 자전거 보관함을 특징으로 한다. 다수의 자전거 도로가 철도용으로 원래 확보된 우회도로를 활용한 레일 트레일이다.

### 미니애폴리스 MN 대중교통통계
미니애폴리스-St.에서 사람들이 대중교통으로 통근하는 평균 시간. 예를 들어 MN인 폴은 평일 66분이다. 대중교통 이용객 19% 매일 2시간 이상 탑승 대중교통을 위해 정류장이나 역에서 대기하는 시간은 평균 13분이며, 이용자의 14%가 매일 평균 20분 이상 대기하고 있다. 보통 대중교통을 이용한 한 번의 여행에서 사람들이 타는 평균 거리는 8.3km인 반면, 20%는 한 방향으로 12km 이상 여행한다.

## 수상 교통

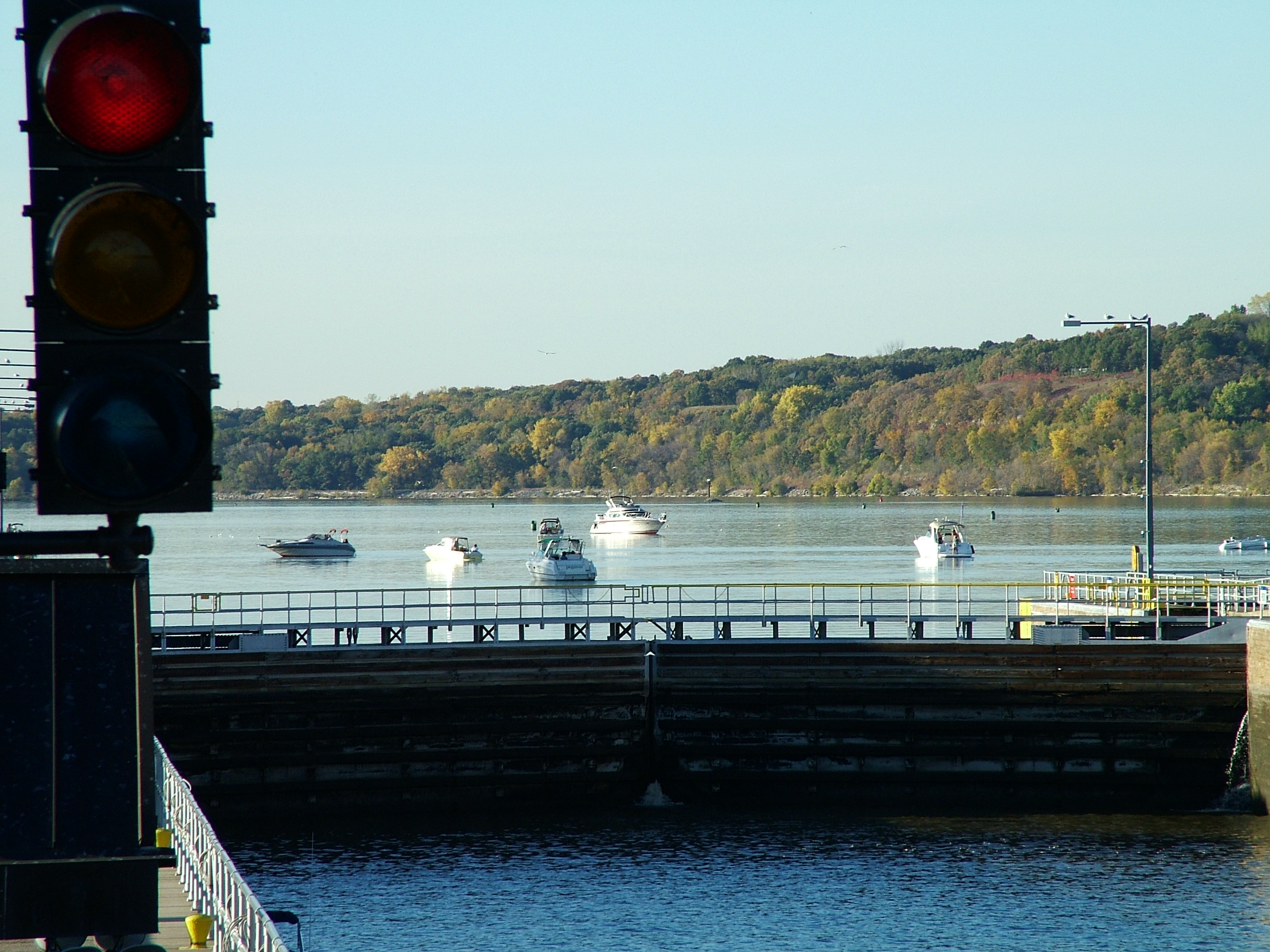
헤이스팅스 인근 미시시피강 락앤댐 2호 보트

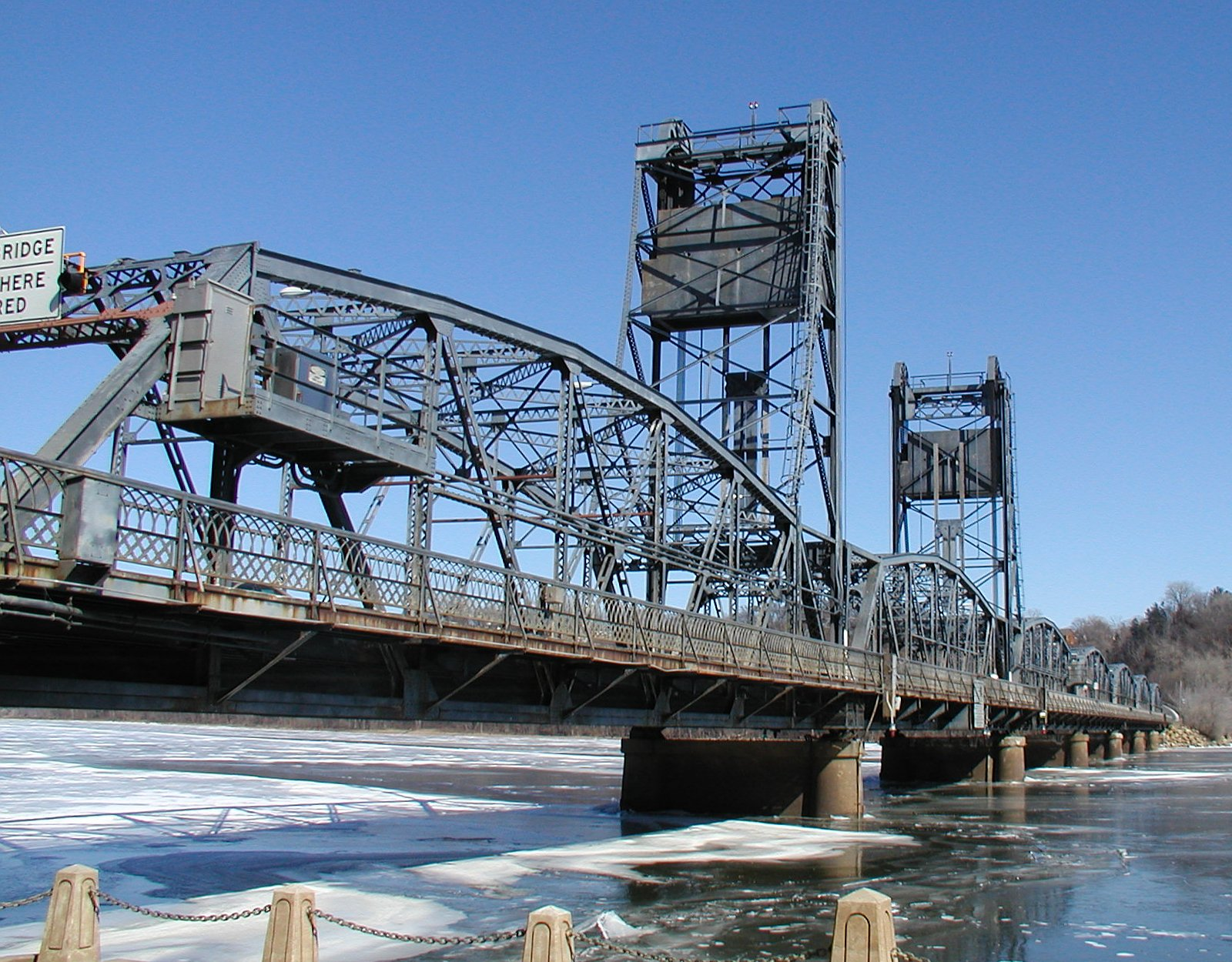
스틸워터의 리프트 브릿지

미네소타의 초기 교통수단의 많은 부분이 수많은 강과 호수를 따라갔다. 초기 유럽의 탐험가들과 정착민들은 모피 거래일에 항해자들과 쿠루어들이 사용하는 길을 따라갔으며, 나중에는 주요 강에서 운행되는 증기선 서비스를 이용했다. 현재 상업용 수상 운송은 두 노선의 벌크 상품 출하에 한정되어 있다. 바지선은 곡물 등을 미시시피강 계통으로 미니애폴리스(항행의 우두머리), 미시시피강 세인트폴, 레드윙, 위노나(미네소타강), 새비지(미네소타강)의 항구에서 하류 강항, 그리고 멕시코 만의 항구로 운반해 바다를 항해하는 화물선으로 환적한다. 라커로 알려진 화물선은 둘루트, 슈페리어, 투하버, 실버베이 등의 슈페리어 항구에서 하대호까지 곡물, 석탄, 철광석을 운반하고, 세일라 불리는 대양 항구는 트윈항에서 세인트로렌스 해로를 거쳐 대서양까지 운항한다.

## 항공 운송
미네소타의 주요 공항은 미니애폴리스-St. 델타 항공의 주요 여객 및 화물 중심지인 폴 국제 공항(MSP) MSP는 Sun Country Airlines의 허브이기도 하며 대부분의 다른 국내 항공사들이 서비스하고 있다. 둘루트 국제공항과 로체스터 국제공항을 오가는 대형 상업용 제트기 서비스도 제공된다. 베미지, 브레인어드, 히빙, 인터내셔널폴, 세인트클라우드, 도적 강폭포 등에서 예정된 통근 서비스를 이용할 수 있다.

## 참조.
1. ↑  “Minnesota Department of Transportation Summary” (PDF) (영어). State of Minnesota Administration Website. Minnesota Management and Budget Statement.
2. ↑  “Interregional Corridors and Regional Trade Centers” (PDF) (영어). Minnesota Department of Transportation. 2006년 6월 16일에 원본 문서 (PDF)에서 보존된 문서.
3. ↑  “Office of Investment Management: The Minnesota Interregional Corridor System” (영어). 2006년 6월 14일에 원본 문서에서 보존된 문서.
4. ↑  “Legal Basis for Establishment of Trunk Highways” (영어).
5. ↑  deFiebre, Conrad, December 16, 2009. “Greater Minnesota gets on board: Transit ridership grows while investment declines” (영어).
6. ↑  “Facts about trains and construction” (영어). 2006년 6월 29일에 원본 문서에서 보존된 문서.
7. ↑  “Archived copy” (영어). 2012년 9월 10일에 원본 문서에서 보존된 문서.
8. ↑  “Transportation amendment update” (영어). Minnesota Department of Transportation. 2006. 2006년 11월 17일에 원본 문서에서 보존된 문서.
9. ↑  “Northstar Corridor Rail Project Summary” (영어). Minnesota Department of Transportation. 2006년 9월 24일에 원본 문서에서 보존된 문서.
10. ↑  “Minnesota Comprehensive Statewide Freight and Passenger Rail Plan (Draft Final Report)” (PDF) (영어). Minnesota Department of Transportation.
11. ↑  “Take to the Trails! Explore Minnesota Biking” (영어). Minnesota Department of Tourism. 2006년 10월 8일에 원본 문서에서 보존된 문서.
12. ↑  “Minneapolis-St. Paul, MN Public Transportation Statistics” (영어). Global Public Transit Index by Moovit. Retrieved June 19, 2017.
13. ↑  “Minnesota Ports and Waterways” (영어). Minnesota Department of Transportation. 2013년 6월 17일에 원본 문서에서 보존된 문서.